# Воронін Павло Пантелеймонович
Павло Пантелеймонович Воронін (нар. 23 вересня 1915, місто Єйськ, тепер Краснодарського краю, Російська Федерація — 11 грудня 1982, місто Одеса) — український радянський партійний діяч, 2-й секретар Одеського обкому КПУ. Депутат Верховної Ради УРСР 6—7-го скликань. Кандидат у члени ЦК КПУ в 1966—1971 р. Кандидат технічних наук (1974).

## Життєпис
Народився в родині робітника. Трудову діяльність розпочав у 1931 році робітником-будівельником.
У 1939 році закінчив Ленінградський інститут інженерів водного транспорту.
У 1939 році — начальник виробничого відділу Балтійського технічного флоту («Балтехфлоту»).
У 1939—1945 роках — у Червоній армії, учасник німецько-радянської війни. Служив командиром 1-ї роти 9-го зенітно-прожекторного полку 55-го Зенітного артилерійського дивізіону протиповітряної оборони.
Член ВКП(б) з 1943 року.
У 1945—1951 роках — начальник каравану, начальник Ленінградського району «Балтехфлоту», начальник Латвійського району «Балтехфлоту».
У 1951—1955 роках — головний інженер, заступник начальника тресту «Чорноморський технічний флот» (ЧТФ), керуючий тресту «Південьгідробуд» у місті Одесі.
У 1955—1960 роках — завідувач відділу будівництва і будівельних матеріалів Одеського обласного комітету КПУ.
У лютому 1960 — січні 1963 року — секретар Одеського обласного комітету КПУ.
У січні 1963 — грудні 1964 року — 2-й секретар Одеського промислового обласного комітету КПУ. У грудні 1964 — 10 листопада 1969 року — 2-й секретар Одеського обласного комітету КПУ.
У 1969—1979 роках — директор Чорноморського науково-дослідного і проектного інститут (ЧМНДІП) у місті Одесі, член ради Південного наукового центру Академії наук Української РСР.
З 1979 року — персональний пенсіонер в місті Одесі.

## Звання
- старший лейтенант

## Нагороди
- три ордени Трудового Червоного Прапора
- два ордени «Знак Пошани»
- Почесна грамота Президії Верховної Ради Української РСР (22.09.1965)
- Заслужений будівельник Української РСР (1975)
- Почесний робітник морського флоту СРСР